# Mackenziaena
Mackenziaena is een geslacht van vogels uit de familie Thamnophilidae. Het geslacht telt twee soorten.

## Soorten
- Mackenziaena leachii  –  Langstaartmierklauwier
- Mackenziaena severa  –  Kuifmierklauwier